# Caio Égio Ambíbulo
Caio Égio Ambíbulo (em latim: Gaius Eggius Ambibulus) foi um senador romano eleito cônsul em 126 com Marco Ânio Vero. Em 1 de março, Lúcio Valério Propinquo substituiu Vero até o término do nundínio, em abril. Uma inscrição recuperada em Eclano, na Campânia, erigida pelos decuriões da cidade em honra Ambíbulo como patrono, preservou seu nome completo, um exemplo de polionímia: Caio Égio Ambíbulo Pompônio Longino Cassiano Lúcio Mécio Póstumo (em latim: Gaius Eggius Ambibulus Pomponius Longinus Cassianus Lucius Maecius Postumus)

## Nome
O terceiro elemento de seu nome, "Ambíbulo", é um cognome que o historiador Ronald Syme descreve como "peculiar e raro"; ele só encontrou cinco outros exemplos in inscrições em Roma e mais um no norte da África. Obviamente o quarto e quinto elementos de seu nome foram herdados de sua mãe. Edmund Groag sugeriu que os últimos três elementos são decorrentes de uma adoção em testamento pelo cônsul sufecto em 98, Lúcio Mécio Póstumo. A origem do elemento "Cassiano" em seu nome é desconhecida.

## Origem
Ambíbulo era originário de Eclano. Duas lápides erigidas por ele revelam detalhes da família de sua mãe. Uma homenageia o irmão dela, Marco Pompônio Bássulo Longiniano, e a outra, seu avô materno, Marco Pompônio Bássulo, incluindo um sombrio poema funerário. A partir delas é possível inferir que o nome da mãe de Ambíbulo era Pompônia Longina e que seu pai era um Égio Ambíbulo. Uma inscrição de Antioquia na Pisídia cita o nome Égia Ambíbula, segunda esposa de Públio Calvísio Rusão, governador da Capadócia, que pode ser sua irmã ou sua prima

## Carreira
A inscrição de Eclano detalha a carreira política de Ambíbulo até o consulado. Ele começou como um dos decemviri stlitibus judicandis, um dos quatro comitês dos vigintíviros cuja participação era considerada como um passo requerido para os que desejavam ingressar no Senado Romano. Em seguida, Ambíbulo foi nomeado tribuno militar da Legio XI Claudia, que na época ficava estacionada em vários pontos da fronteira do Danúbio. A inscrição relata ainda que ele foi séviro dos equestres romanos, membro do grupo responsável pela revisão da lista de equestres de Roma, e que depois Ambíbulo foi elevado ao status de patrício (adlectio inter patricios). A razão é desconhecida, mas esta foi apenas o primeiro sinal de favorecimento durante o reinado do imperador Trajano.
Ambíbulo foi em seguida nomeado questor, um dos dois designados para servir o imperador, uma honra muito cobiçada. Depois, foi legado do governador da Macedônia. Como patrício, Ambíbulo não precisou servir como legado militar e serviu como pretor, eleito como candidato do imperador. Neste ponto de sua carreira, Ambíbulo foi admitido em dois colégios sacerdotais, o dos sálios colinos e o dos flâmines cláudios antes de ser eleito cônsul em 126.
Sua vida depois disto é desconhecida, mas, como sua carreira foi muito prestigiada até este ponto, muitos historiadores consideram que ele morreu logo depois do consulado.